# Harald Haarmann
Harald Haarmann (* 16. April 1946 in Braunschweig) ist ein Sprachwissenschaftler und Sachbuchautor.

## Leben
Harald Haarmann studierte Allgemeine Sprachwissenschaft, mehrere philologische Einzeldisziplinen sowie Ur- und Frühgeschichte an den Universitäten Hamburg, Bonn, Coimbra und Bangor (Wales). Mit einer Dissertation zum „lateinischen Lehnwortschatz im Kymrischen“ wurde er 1970 an der Universität Bonn promoviert. Er habilitierte sich 1979 an der Universität Trier. Seine Habilitationsschrift wurde als Balkanlinguistik 1 und 2 (1978) veröffentlicht.
Er lehrte und forschte zwischen 1970 und 1982 an Universitäten in Deutschland und Japan und wirkte danach als selbständiger Wissenschaftler.
Seit den 1990er Jahren ist Haarmann als Sachbuchautor tätig. Er lebt und arbeitet in Finnland. Seine Ehefrau war die Juristin Pirkko-Liisa Haarmann (1938–2021).

## Werk
Als Wissenschaftler hat Haarmann zu einer Reihe von Themen gearbeitet, darunter Sprachkontakt in mehreren europäischen Einzelsprachen, Arealtypologie und Sprachsoziologie. 
Später hat er eine Vielzahl von Sachbüchern zu verwandten Themen – darunter Sprach- und Kulturkontakte, Schriftgeschichte, Sprachevolution, Archäomythologie, Religionsgeschichte und klassische Studien – veröffentlicht, mehrere wurden aus dem Deutschen in andere Sprachen übersetzt. Für eine von ihm angenommene frühe europäische Hochkultur prägte er im Jahre 2011 den Begriff Donauzivilisation. Dieser Theorie blieb jedoch die wissenschaftliche Anerkennung versagt.

## Veröffentlichungen
- Die indirekte Erlebnisform als grammatische Kategorie. Eine eurasische Isoglosse (= Veröffentlichungen der Societas Uralo-Altaica. Band 2). Harrassowitz, Wiesbaden 1970, ISBN 3-447-00009-0.
- Der lateinische Lehnwortschatz im Kymrischen (= Romanistische Versuche und Vorarbeiten. Band 36). Romanistisches Seminar der Universität, Bonn 1970.
- Der lateinische Lehnwortschatz im Albanischen (= Hamburger philologische Studien. Band 19). Buske, Hamburg 1972, ISBN 3-87118-097-1.
- Soziologie der kleinen Sprachen Europas. Band 1: Dokumentation. Buske, Hamburg 1972, ISBN 3-87118-083-0 (2., veränderte und erweiterte Auflage, ebenda 1973, ISBN 3-87118-083-1).
- Grundfragen der Sprachenregelung in den Staaten der Europäischen Gemeinschaft (= Schriftenreihe zur europäischen Integration. Band 11). Fundament-Verlag Sasse, Hamburg 1973.
- Der lateinische Lehnwortschatz im Bretonischen (= Hamburger philologische Studien. Band 32). Buske, Hamburg 1973, ISBN 3-87118-139-0.
- Sprachpolitische Organisationsfragen der Europäischen Gemeinschaft (= Schriftenreihe zur europäischen Integration. Band 13). Fundament-Verlag Sasse, Hamburg 1974.
- Die finnisch-ugrischen Sprachen. Soziologische und politische Aspekte ihrer Entwicklung (= Fenno-Ugrica. Band 1). Buske, Hamburg 1974, ISBN 3-87118-155-2.
- Soziologie und Politik der Sprachen Europas. dtv, München 1975, ISBN 3-423-04161-7.
- Grundzüge der Sprachtypologie. Methodik, Empirie und Systematik der Sprachen Europas. Kohlhammer, Stuttgart u. a. 1976, ISBN 3-17-002486-8.
- Aspekte der Arealtypologie. Die Problematik der europäischen Sprachbünde (= Tübinger Beiträge zur Linguistik. Band 72). Narr, Tübingen 1976, ISBN 3-87808-072-7.
- Prinzipielle Probleme des multilateralen Sprachvergleichs. Anmerkungen zur Methodik und Methodologie (= Tübinger Beiträge zur Linguistik. Band 83). Narr, Tübingen 1977, ISBN 3-87808-083-2.
- Balkanlinguistik 1: Areallinguistik und Lexikostatistik des balkanlateinischen Wortschatzes (= Tübinger Beiträge zur Linguistik. Band 93). Narr, Tübingen 1978, ISBN 3-87808-093-X.
- Balkanlinguistik 2: Studien zur interlingualen Soziolinguistik des Moldauischen (= Tübinger Beiträge zur Linguistik. Band 94). Narr, Tübingen 1978, ISBN 3-87808-094-8.
- Spracherhaltung und Sprachwechsel als Probleme der interlingualen Soziolinguistik. Studien zur Gruppenmehrsprachigkeit der Zigeuner in der Sowjetunion. Buske, Hamburg 1979, ISBN 3-87118-408-X.
- Quantitative Aspekte des Multilingualismus. Studien zur Gruppenmehrsprachigkeit ethnischer Minderheiten in der Sowjetunion. Buske, Hamburg 1979, ISBN 3-87118-389-X.
- Multilinguale Kommunikationsstrukturen. Spracherhaltung und Sprachwechsel bei den romanischen Siedlungsgruppen in der ukrainischen SSR und anderen Sowjetrepubliken (= Tübinger Beiträge zur Linguistik. Band 130). Narr, Tübingen 1979, ISBN 3-87808-130-8.
- Der lateinische Einfluss in den Interferenzzonen am Rande der Romania. Vergleichende Studien zur Sprachkontaktforschung (= Romanistik in Geschichte und Gegenwart. Band 5). Buske, Hamburg 1979, ISBN 3-87118-356-3.
- Elemente einer Soziologie der kleinen Sprachen Europas. 3 Bände, Buske, Hamburg 1979–1984, ISBN 3-87118-568-X (Band 1), ISBN 3-87118-394-6 (Band 2) und ISBN 3-87118-579-5 (Band 3) (Band 1 vorher in zwei Auflagen 1973/1974 unter dem Titel Soziologie der kleinen Sprachen Europas).
- Studien zum Multilingualismus aschkenasischer und orientalischer Juden im asiatischen Teil der Sowjetunion. Buske, Hamburg 1980, ISBN 3-87118-380-6.
- Multilingualismus (= Tübinger Beiträge zur Linguistik. Band 116). 2 Teilbände, Narr, Tübingen 1980, ISBN 3-87808-116-2.
- Aspekte der koreanisch-russischen Zweisprachigkeit. Studien zur Gruppenmehrsprachigkeit der Koreaner in der Sowjetunion. Buske, Hamburg 1981, ISBN 3-87118-454-3.
- Soziolinguistisch-lexikologische Studien zu den ingrisch-russischen Sprachkontakten. Mit einem ingrisch-russischen Wörterverzeichnis (= Fenno-Ugrica. Band 7). Buske, Hamburg 1984, ISBN 3-87118-649-X.
- Prestigefunktionen europäischer Sprachen im modernen Japan. Betrachtungen zum Multilingualismus in japanischen Massenmedien. Buske, Hamburg 1986, ISBN 3-87118-700-3.
- Language in ethnicity. A view of basic ecological relations (= Contributions to the sociology of language. Band 44). Mouton de Gruyter, Berlin/New York/Amsterdam 1986, ISBN 3-11-010688-4.
- Symbolic values of foreign language use. From the Japanese case to a general sociolinguistic perspective (= Contributions to the sociology of language. Band 51). Mouton de Gruyter, Berlin/New York 1989, ISBN 3-11-011712-6.
- Universalgeschichte der Schrift. Campus, Frankfurt am Main/New York 1990, ISBN 3-593-34346-0 (2., durchgesehene Auflage, ebenda 1991; spanische Übersetzung 2001).
- Language in its cultural embedding. Explorations in the relativity of signs and sign systems (= Studies in anthropological linguistics. Band 4). Mouton de Gruyter, Berlin/New York 1990, ISBN 3-11-012086-0.
- Basic aspects of language in human relations. Toward a general theoretical framework (= Contributions to the sociology of language. Band 59). Mouton de Gruyter, Berlin/New York 1991, ISBN 3-11-012685-0.
- Die Gegenwart der Magie. Kulturgeschichtliche und zeitkritische Betrachtungen. Campus, Frankfurt am Main/New York 1992, ISBN 3-593-34614-1.
- Die Sprachenwelt Europas. Geschichte und Zukunft der Sprachnationen zwischen Atlantik und Ural. Campus, Frankfurt am Main/New York 1993, ISBN 3-593-34825-X.
- Early civilization and literacy in Europe. An inquiry into cultural continuity in the Mediterranean world (= Approaches to semiotics. Band 124). Mouton de Gruyter, Berlin/New York 1995, ISBN 3-11-014651-7.
- Die Madonna und ihre griechischen Töchter. Rekonstruktion einer kulturhistorischen Genealogie. Olms, Hildesheim 1996, ISBN 3-487-10163-7.
- Religion und Autorität. Der Weg des Gottes ohne Konkurrenz. Olms, Hildesheim 1998, ISBN 3-487-10507-1.
- Kleines Lexikon der Sprachen. Von Albanisch bis Zulu. C. H. Beck, München 2001, ISBN 3-406-47558-2 (2., überarbeitete Auflage, ebenda 2002, ISBN 3-406-49423-4; 3. Auflage, ebenda 2016, ISBN 978-3-406-69401-1).
- Die Kleinsprachen der Welt – Existenzbedrohung und Überlebenschancen. Eine umfassende Dokumentation (= Duisburger Arbeiten zur Sprach- und Kulturwissenschaft. Band 41). Peter Lang, Frankfurt am Main 2001, ISBN 3-631-37173-X.
- Babylonische Welt. Geschichte und Zukunft der Sprachen. Campus, Frankfurt am Main/New York 2001, ISBN 3-593-36571-5.
- Sprachenalmanach. Zahlen und Fakten zu allen Sprachen der Welt. Campus, Frankfurt am Main/New York 2002, ISBN 3-593-36572-3.
- Lexikon der untergegangenen Sprachen. C. H. Beck, München 2002, ISBN 3-406-47596-5 (2., durchgesehene Auflage, ebenda 2004).
- Geschichte der Schrift (C. H. Beck Wissen). C. H. Beck, München 2002, ISBN 3-406-47998-7 (2., durchgesehene Auflage, ebenda 2004; 4. Auflage, ebenda 2016, ISBN 978-3-406-62270-0; 5., durchgesehene Auflage, ebenda 2017, ISBN 978-3-406-47998-4; 6., durchgesehene Auflage, ebenda 2021, ISBN 978-3-406-77327-3; chinesische Übersetzung 2005; türkische Übersetzung 2021).
- Geschichte der Sintflut. Auf den Spuren der frühen Zivilisationen. C. H. Beck, München 2003, ISBN 3-406-49465-X (2., durchgesehene Auflage, ebenda 2005; 3., durchgesehene Auflage, ebenda 2013, ISBN 978-3-406-65864-8; 4., vollständig überarbeitete Auflage, ebenda 2023, ISBN 978-3-406-80619-3; serbische Übersetzung 2007; tschechische Übersetzung 2011).
- Kleines Lexikon der Völker. Von Aborigines bis Zapoteken. C. H. Beck, München 2004, ISBN 3-406-51100-7.
- Elementare Wortordnung in den Sprachen der Welt. Dokumentation und Analysen zur Entstehung von Wortfolgemustern. Buske, Hamburg 2004, ISBN 3-87548-372-3.
- Schwarz. Eine kleine Kulturgeschichte. Peter Lang, Frankfurt am Main 2005, ISBN 3-631-54188-0.
- Lexikon der untergegangenen Völker. Von Akkader bis Zimbern. C. H. Beck, München 2005, ISBN 3-406-52817-1 (2., durchgesehene und aktualisierte Auflage, ebenda 2012, ISBN 978-3-406-63469-7; 3. Auflage, ebenda 2021, ISBN 978-3-406-77139-2; ungarische Übersetzung 2008).
- Weltgeschichte der Sprachen. Von der Frühzeit des Menschen bis zur Gegenwart. C. H. Beck, München 2006, ISBN 3-406-55120-3 (2., durchgesehene Auflage, ebenda 2010, ISBN 978-3-406-60802-5; 3., aktualisierte Auflage, ebenda 2016, ISBN 978-3-406-69461-5; 4. Auflage, ebenda 2022, ISBN 978-3-406-79453-7; italienische Übersetzung 2021).
- Foundations of culture. Knowledge-construction, belief systems and worldview in their dynamic interplay. Peter Lang, Frankfurt am Main 2007, ISBN 978-3-631-56685-5.
- Weltgeschichte der Zahlen (C. H. Beck Wissen). C. H. Beck, München 2008, ISBN 978-3-406-56250-1 (türkische Übersetzung 2021).
- mit Joan Marler: Introducing the Mythological Crescent. Ancient beliefs and imagery connecting Eurasia with Anatolia. Harrassowitz, Wiesbaden 2008, ISBN 978-3-447-05832-2.
- Interacting with figurines. Seven dimensions in the study of imagery. Full Circle Press, West Hartford VT 2009, ISBN 978-0-9790046-3-6.
- Einführung in die Donauschrift. Buske, Hamburg 2010, ISBN 978-3-87548-555-4.
- Die Indoeuropäer. Herkunft, Sprachen, Kulturen (C. H. Beck Wissen). C. H. Beck, München 2010, ISBN 978-3-406-60682-3 (2., durchgesehene Auflage, ebenda 2012).
- Writing as technology and cultural ecology. Explorations of the human mind at the dawn of history (= Duisburger Arbeiten zur Sprach- und Kulturwissenschaft. Band 82). Peter Lang, Frankfurt am Main 2011, ISBN 978-3-631-61736-6.
- Das Rätsel der Donauzivilisation. Die Entdeckung der ältesten Hochkultur Europas. C. H. Beck, München 2011, ISBN 978-3-406-62210-6 (3., durchgesehene Auflage, ebenda 2017, ISBN 978-3-406-70963-0; 5. Auflage, ebenda 2024, ISBN 978-3-406-82062-5; bulgarische Übersetzung 2015/2019; serbische Übersetzung 2019; englische Übersetzung 2019).
- Indo-Europeanization – day one. Elite recruitment and the beginnings of language politics (= Eurolinguistische Arbeiten. Band 6). Harrassowitz, Wiesbaden 2012, ISBN 978-3-447-06717-1.
- Mythos Demokratie. Antike Herrschaftsmodelle im Spannungsfeld von Egalitätsprinzip und Eliteprinzip. Peter Lang, Frankfurt am Main 2013, ISBN 978-3-631-62599-6.
- Ancient knowledge, ancient know-how, ancient reasoning. Cultural memory in transition, from prehistory to classical antiquity and beyond. Cambria, Amherst NY 2013, ISBN 978-1-60497-852-0.
- Roots of ancient Greek civilization. The influence of Old Europe. McFarland, Jefferson NC 2014, ISBN 978-0-7864-7827-9.
- Myth as source of knowledge in early western thought. The quest for historiography, science and philosophy in Greek antiquity. Harrassowitz, Wiesbaden 2015, ISBN 978-3-447-10362-6.
- Auf den Spuren der Indoeuropäer. Von den neolithischen Steppennomaden bis zu den frühen Hochkulturen. C. H. Beck, München 2016, ISBN 978-3-406-68824-9 (2., durchgesehene Auflage, ebenda 2023, ISBN 978-3-406-80502-8; englische Übersetzung 2020; italienische Übersetzung 2022).
- Modern Finland. McFarland & Company, Jefferson NC 2016, ISBN 978-1-4766-6202-2.
- Wer zivilisierte die alten Griechen? Das Erbe der alteuropäischen Hochkultur. Marix, Wiesbaden 2017, ISBN 978-3-7374-1065-6.
- Plato’s philosophy reaching beyond the limits of reason. Contours of a contextual theory of truth (= Philosophische Texte und Studien. Band 121). Olms, Hildesheim 2017, ISBN 978-3-487-15542-5.
- Plato’s ideal of the Common Good. Anatomy of a concept of timeless significance. Peter Lang, Frankfurt am Main 2017, ISBN 978-3-631-72412-5.
- Vergessene Kulturen der Weltgeschichte. 25 verlorene Pfade der Menschheit. C. H. Beck, München 2019, ISBN 978-3-406-73410-6 (2., durchgesehene Auflage, ebenda 2019; 3. Auflage, ebenda 2022, ISBN 978-3-406-79804-7; italienische Übersetzung 2020; serbische Übersetzung 2021; koreanische Übersetzung 2021; türkische Übersetzung 2023).
- Plato’s Sophia. His Philosophical Endeavor in Light of Its Spiritual Currents and Undercurrents. Cambria, Amherst NY 2019, ISBN 978-1-60497-963-3.
- mit LaBGC: Miteinander Neu-Denken. Europa im Gestern, Alteuropa im Heute. Lit, Berlin/Münster 2019, ISBN 978-3-643-14463-8 (englische Ausgabe 2021).
- Die Anfänge Roms. Geschichte einer Mosaikkultur. Marix, Wiesbaden 2019, ISBN 978-3-7374-1117-2.
- Platons Musen. Philosophie im Licht weiblicher Intellektualität (= Philosophische Texte und Studien. Band 124). Georg Olms Verlag, Hildesheim/Zürich 2020, ISBN 978-3-487-15922-5.
- Advancement in Ancient Civilizations. Life, Culture, Science and Thought. McFarland, Jefferson NC 2020, ISBN 978-1-4766-7989-1.
- The hero cult. A spectacle of world history that changed civilization. Harrassowitz, Wiesbaden 2021, ISBN 978-3-447-11609-1.
- Die seltsamsten Sprachen der Welt. Von Klicklauten und hundert Arten, „ich“ zu sagen. C. H. Beck, München 2021, ISBN 978-3-406-76726-5 (2., durchgesehene Auflage, ebenda 2022).
- Von Thera nach Atlantis. Die Geschichte hinter dem mythischen Inselreich. Marix, Wiesbaden 2022, ISBN 978-3-7374-1192-9.
- Sprache, Schrift, Bild. Religiöse Kommunikation und ihre Medien. Peter Lang, Berlin u. a. 2022, ISBN 978-3-631-85534-8.
- Die Quadriga auf dem Brandenburger Tor. Enthüllungen zur verdeckten Symbolik einer politischen Friedensikone (= Historische Texte und Studien. Band 27). Olms, Hildesheim/Zürich 2022, ISBN 978-3-487-16283-6.
- Da wo man noch die Milchstraße sieht. Die Geschichte eines Traums, der Wirklichkeit wurde. AT Edition, Münster 2022, ISBN 978-3-89781-281-9.
- Kairos. Human responses to the flow of time in the dynamic formation process of western civilization (= Europaea memoria. Reihe 1: Studien. Band 136). Olms, Baden-Baden 2023, ISBN 978-3-487-16442-7.
- Die Erfindung des Rades. Als die Weltgeschichte ins Rollen kam. C. H. Beck, München 2023, ISBN 978-3-406-79727-9 (italienische Übersetzung 2024).